# Sędziwój Pałuka

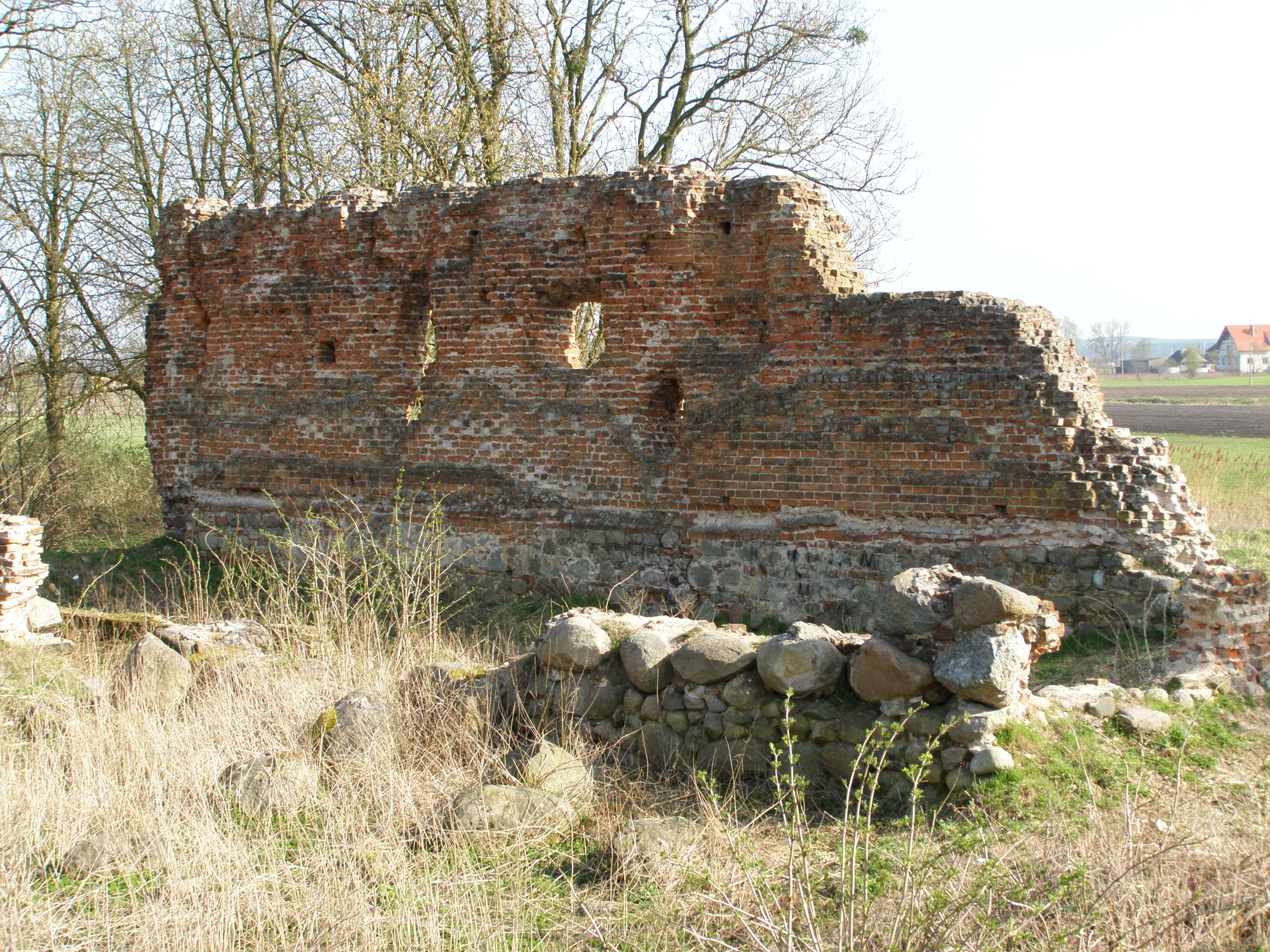
Ruiny zamku Sędziwoja w Szubinie

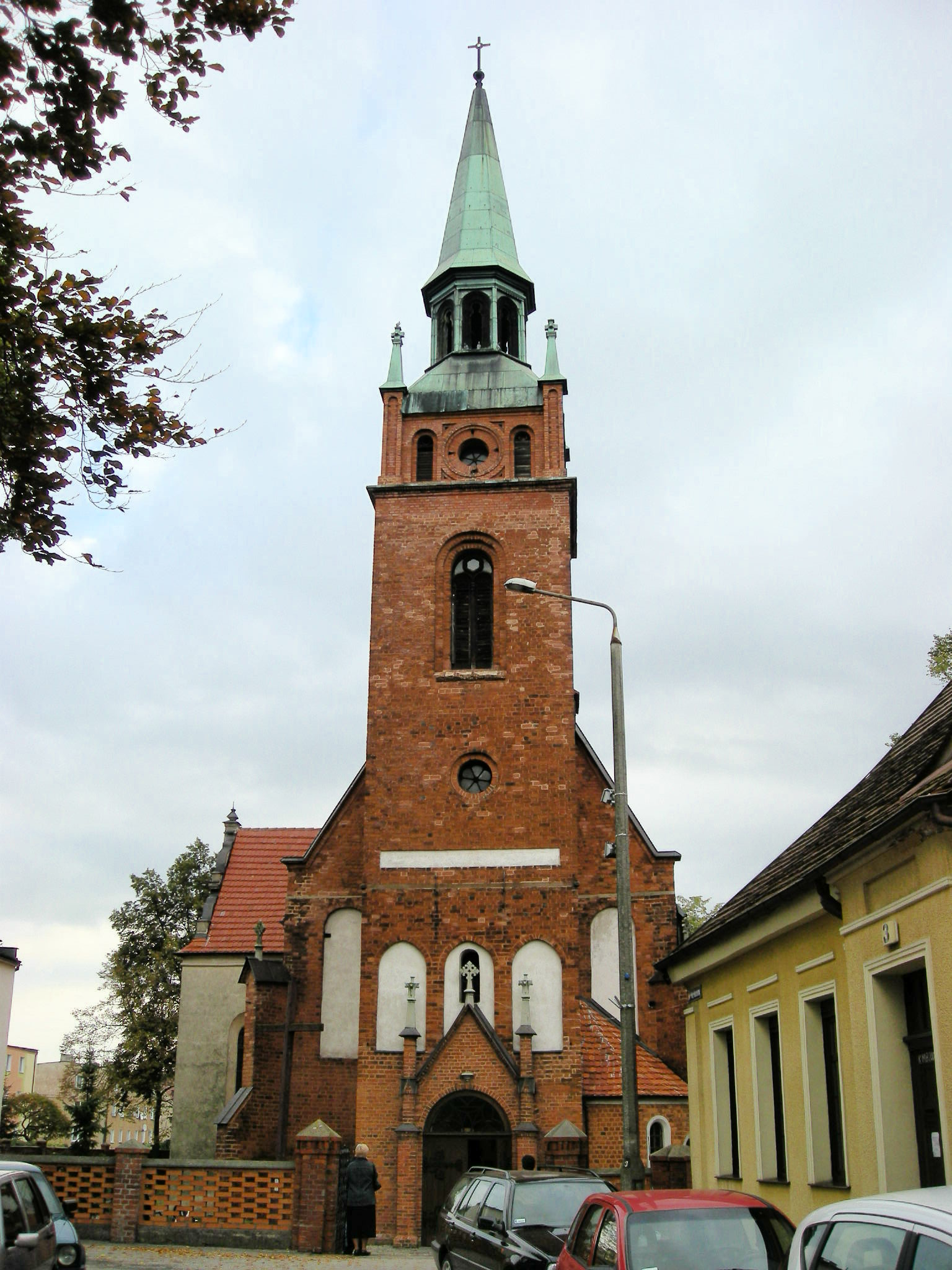
Kościół pw. św. Marcina w Szubinie - ufundowany przez Sędziwoja

Sędziwój Pałuka z Szubina (łac. Sandivofius de Subyn) herbu Topór (ur. przed 1328, zm. po 28 maja 1405) – starosta generalny Wielkopolski od 1372, wojewoda kaliski od 1381, założyciel Szubina, najwybitniejszy z rodu Pałuków.   
Urodził się prawdopodobnie w Wąsoszu (de Wanssose), dlatego bywa nazywany także Sędziwojem z Wąsosza lub z Wąsoszy; zmarł bez męskiego potomka. Sędziwój  był szwagrem Krystyna ze Skrzypna  starosty Złotoryskiego 

## Kariera polityczna
W latach 1357–1361 pełnił funkcję podsędka brzesko-kujawskiego, następnie piastował godność starosty bydgoskiego, inowrocławskiego i gnieźnieńskiego. W latach 1370–1372 był podkomorzym poznańskim, a od 1372 starostą wielkopolskim. W 1377 Ludwik Węgierski powierzył mu starostwo krakowskie i na tym urzędzie Sędziwój pozostał do 1380 r. Równolegle pełnił funkcję starosty nakielskiego i wielkopolskiego. W 1381 otrzymał urząd wojewody kaliskiego, na którym pozostał do śmierci. Jako praktyczny stronnik Andegawenów i zaufany króla Ludwika został jednym z namiestników Królestwa Polskiego W czasie bezkrólewia po 1382 przyczynił się do sprowadzenia do polski Jadwigi i jej ślubu z Jagiełłą - w 1383 brał udział w negocjacjach z Zygmuntem Luksemburskim w Lubowli razem z wojewodą krakowskim Spytkiem z Melsztyna i wojewodą sanodomierskim Janem z Tarnowa w celu uzgodnienia terminu przybycia Jadwigi do Krakowa.

## Założyciel Szubina
Szubin stanowił dla Sędziwoja Pałuki rezydencję. W 1365 roku podniósł tę miejscowość do rangi miasta i od tego roku podpisuje się na dokumentach jako Sędziwój z Szubina lub z wyraźnym zaznaczeniem dziedzic Szubina. Wynika z tego jednoznacznie, że Sędziwój uważał Szubin za najważniejszą ze swych rezydencji. W Szubinie zbudował murowany zamek i kościół pod wezwaniem św. Marcina.
Swoją lokację Sędziwojowi zawdzięczają również miasta: Czerniejewo i Rusiec oraz m.in. wśród wielu wsi Żydowo.

## W trosce o koronę (1382-1384)
Po śmierci Ludwika Węgierskiego w 1382, wdowa po nim, Elżbieta Bośniaczka, zerwała  wcześniejsze postanowienia dotyczące sukcesji i nie pozwoliła by na tronie polskim zasiadła jej córka Maria. Zaproponowała wówczas, że Jadwiga poślubi Zygmunta Luksemburczyka, a ten przejmie polską koronę. Taka propozycja nie spodobała się szlachcie, która w 1383 wysłała Sędziwoja z poselstwem do Elżbiety. Królowa aresztowała Sędziwoja chcąc w ten sposób wymusić szantażem na szlachcie tron dla Luksemburczyka. Sędziwój uciekł jednak z niewoli i wrócił do kraju, rozstawnymi końmi w ciągu doby przedostając się znad Morza Adriatyckiego do Krakowa.
W tym czasie w Wielkopolsce trwała wojna domowa, w czasie której walczyły stronnictwa mające różne koncepcje obsadzenia tronu polskiego. Byli wśród nich zwolennicy Andegawenów, zwolennicy Zygmunta, oraz zwolennicy Siemowita IV. 
W związku z przedłużającym się bezkrólewiem, wojną domową i niekorzystnymi warunkami przedstawianymi przez królową Elżbietę, 2 marca 1384 zwołano w Radomsku zjazd szlachty, który ustalił zasady funkcjonowania państwa w czasie wakatu tronu oraz podjął decyzję o próbie przywrócenia korony polskiej dynastii Andegawenów.  Próby tej podjął się Sędziwój wyruszając powtórnie na Węgry. Przedstawił wówczas warunki grożąc jednocześnie zerwaniem unii personalnej z Węgrami. Jego negocjacje doprowadziły do zmiany decyzji królowej. 3 października 1384 Sędziwój wrócił do Krakowa wraz z Jadwigą, którą wkrótce koronowano na króla Polski